# Граф Саутгемптон
Граф Саутгемптон (англ. Earl of Southampton) — английский аристократический титул, создававшийся трижды — в 1537, 1547 и 1670 годах. Первым его носителем стал Уильям Фицуильям, видный приближённый короля Генриха VIII, в 1540—1542 годах занимавший должность лорда-хранителя Малой печати. Он умер в 1542 году бездетным. Через пять лет титул создали заново для Томаса Ризли, 1-го барона Ризли из Тичфилда. Его потомки по мужской линии заседали в Палате лордов как графы Саутгемптон до 1667 года, когда старшая ветвь рода угасла.
В 1670 году графский титул был пожалован Барбаре Вильерс (в браке Палмер) вместе с титулами баронессы Нонсач и герцогини Кливленд. Все эти титулы носили сын и внук Барбары. После смерти последнего в 1774 году они оказались в состоянии бездействия, а с 1833 по 1891 год их носили потомки дочери 2-го герцога Кливленда. В 1891 году титулы снова оказались в состоянии бездействия и больше не использовались.

## Носители
Первая креация
- Уильям Фицуильям (1537—1542).

Вторая креация
- Томас Ризли (1547—1550);
- Генри Ризли (1550—1581);
- Генри Ризли (1581—1601, 1603—1624);
- Томас Ризли (1624—1667).

Третья креация
- Барбара Палмер (1670—1709);
- Чарльз Фицрой (1709—1730);
- Уильям Фицрой (1730—1774).